# La Réorthe
La Réorthe är en kommun i departementet Vendée i regionen Pays de la Loire i västra Frankrike. Kommunen ligger i kantonen Sainte-Hermine som tillhör arrondissementet Fontenay-le-Comte. År 2022 hade La Réorthe 1 157 invånare.

## Befolkningsutveckling
Antalet invånare i kommunen La Réorthe
| Referens: INSEE |